# 9 cm Minenwerfer M17
Le 9 cm Minenwerfer M17 était un mortier léger utilisé par l'Autriche-Hongrie pendant la Première Guerre mondiale. Il a été développé par l'Usine d'Arme Hongroise afin de remplacer les mortiers légers antérieurs, c'est-à-dire les mortiers M14/16 ainsi que ceux utilisant le système Lanz. La production a été lente et la première livraison de seulement dix armes sera distribuée en janvier 1918. Les premières livraisons importantes ont été faites en mars 1918, mais la crise des matières premières et des installations de production entrava les plans du TMK qui étaient de produire 2730 de ces mortiers pour octobre 1918.
Le mortier était monté sur une petite plateforme de tir métallique rectangulaire avec quatre poignées afin de faciliter le déplacement.